# Dani Ernő
Dani Ernő (Ernest) (Róma, 1927. szeptember 24. – Kolozsvár, 2010. augusztus 18.) erdélyi matematikus.

## Életpályája
A kolozsvári Babeș–Bolyai Tudományegyetem közgazdasági karán tanított. Számelméletből doktorált a jászvásári egyetemen 1968-ban (más forrás szerint 1970-ben). Kutatási területei: számelmélet, operációkutatás.
A kolozsvári Monostori temetőben nyugszik.

### Könyvei
- Elemente de programare liniară, Editura Didactică şi Pedagogică, 1971.
- Metode numerice în teoria jocurilor.  Editura Dacia, Cluj-Napoca, 1983. 372 pp.

### Válogatás cikkeiből
- The classical cooperative game—a relational system. III. Mathematica (Cluj) 33(56) (1991), no. 1-2, 41–48.
- The classical cooperative game—a relational system. II. Mathematica (Cluj) 32(55) (1990), no. 1, 1–7.
- The classical cooperative game—a relational system. I. Mathematica (Cluj) 31(54) (1989), no. 2, 111–117.
- Distribution of trees, depending on length, order of rotation group and the number of divisors of a given type (orosz nyelven). Mathematica (Cluj) 22(45) (1980), no. 1, 43–52.
- Über eine Konstruktion von H. Schmidt. Anal. Numér. Théor. Approx. 8 (1979), no. 2, 155–167.
- Distribution of branches of a given length depending on the number of suspended arcs (orosz nyelven). An. Stiint. Univ. Al. I. Cuza Iasi Sect. I a Mat. (N.S.) 24 (1978), no. 1, 167–171.
- On Hermitian continued fractions (román nyelven). Studia Univ. Babeș-Bolyai Math. 22 (1977), no. 2, 67–71.
- The number of trees of a given length (orosz nyelven). Mathematica (Cluj) 18(41) (1976), no. 2, 137–142.
- Über zweireihige ganzzahlige Matrizen (Reduktionstafel). Mathematica (Cluj) 14(37) (1972), 33–48.
- Finite continued fractions. II. Entire continued fractions (orosz nyelven). Studia Univ. Babeș-Bolyai Ser. Math.-Phys. 12 1967 no. 2, 7–16.
- Finite continued fractions. I. The kernel of a continued fraction (orosz nyelven). Studia Univ. Babeș-Bolyai Ser. Math.-Phys. 11 1966 no. 2, 7–13.